# Stars Dance Tour
Stars Dance Tour là tour lưu diễn của Selena Gomez hỗ trợ cho album phòng thu solo đầu tay của cô - Stars Dance. Tour lưu diễn này là tour lưu diễn solo đầu tiên của cô, sau khi có 3 tour dưới tên nhóm nhạc Selena Gomez & the Scene. Tour đã đi qua Bắc Mỹ và Châu Âu vào năm 2013.

## Mở màn
- Emblem3 (Bắc Mỹ)[1][2]
- Christina Grimmie (Bắc Mỹ)[1]
- Anton Ewald (Thụy Điển)[3]
- The Vamps (Anh)[4]
- Union J (Bồ Đào Nha)[5]
- Timeflies (Bỉ, Hà Lan & Pháp)[6]
- Xuso Jones (Tây Ban Nha)[6]
- Daniele Negroni (Áo)
- Karl Wolf (Dubai)
- 3A (Đức)

## Các bài hát được trình diễn
1. "Bang Bang Bang"
2. "Round & Round"
3. "Like a Champion"
4. "B.E.A.T." (chứa một đoạn bài "Work)"
5. "Stars Dance"
6. "Write Your Name"
7. "Birthday" (chứa một đoạn bài "Birthday Cake")"
8. "Roar" (Katy Perry cover) (tại Hoa Kỳ)
9. "Love You Like a Love Song"
10. "Love Will Remember"
11. "Royals" (Lorde cover) (tại Châu Âu & Canada)
12. "Dream" (Priscilla Ahn cover)
13. "Who Says"
14. "Whiplash"
15. "Naturally"
16. "Undercover"
17. "Save the Day"
18. "A Year Without Rain"
19. "Come & Get It"
20. "Slow Down"

## Lịch biểu diễn
| Ngày                   | Thành phố       | Quốc gia                             | Địa điểm                    | Số người tham dự        | Doanh thu   |
| ---------------------- | --------------- | ------------------------------------ | --------------------------- | ----------------------- | ----------- |
| Bắc Mỹ                 |                 |                                      |                             |                         |             |
| 14 tháng 8 năm 2013    | Vancouver       | Canada                               | Rogers Arena                | 13,098 / 14,500         | $523,456    |
| 16 tháng 8 năm 2013    | Lethbridge      | Canada                               | ENMAX Centre                | 6,090 / 7,100           | $396,890    |
| 17 tháng 8 năm 2013    | Edmonton        | Canada                               | Rexall Place                | 12,500 / 13,000         | $512,009    |
| 18 tháng 8 năm 2013    | Saskatoon       | Canada                               | Credit Union Centre         | 13,056 / 14,000         | $600,098    |
| 19 tháng 8 năm 2013    | Winnipeg        | Canada                               | MTS Centre                  | 14,030 / 15,100         | $602,000    |
| 22 tháng 8 năm 2013    | Ottawa          | Canada                               | Canadian Tire Centre        | 13,000 / 13,500         | $598,007    |
| 23 tháng 8 năm 2013    | Montreal        | Canada                               | Bell Centre                 | 9,236 / 9,236           | $575,939    |
| 24 tháng 8 năm 2013    | Toronto         | Canada                               | Air Canada Centre           | 12,668 / 12,668         | $645,712    |
| Châu Âu                |                 |                                      |                             |                         |             |
| 30 tháng 8 năm 2013    | Copenhagen      | Đan Mạch                             | Falkoner Teatret            | 3,500 / 3,500           | $150,000    |
| 31 tháng 8 năm 2013    | Stockholm       | Thụy Điển                            | Fryshuset                   | 4,000 / 4,000           | $210,000    |
| 1 tháng 9 năm 2013     | Oslo            | Na Uy                                | Oslo Spektrum               | 11,000 / 11,000         | $683,520    |
| 3 tháng 9 năm 2013     | Amsterdam       | Hà Lan                               | Hội trường âm nhạc Heineken | 5,500 / 5,500           | $311,009    |
| 4 tháng 9 năm 2013     | Antwerp         | Bỉ                                   | Lotto Arena                 | 8,050 / 8,050           | $508,009    |
| 5 tháng 9 năm 2013     | Paris           | Pháp                                 | Zénith de Paris             | 6,293 / 6,293           | $345,009    |
| 7 tháng 9 năm 2013     | London          | Vương quốc Anh                       | Hammersmith Apollo          | 5,050 / 5,050           | $321,000    |
| 8 tháng 9 năm 2013     | London          | Vương quốc Anh                       | Hammersmith Apollo          | 5,050 / 5,050           | $321,000    |
| 11 tháng 9 năm 2013    | Lisbon          | Bồ Đào Nha                           | Campo Pequeno               | 10,050 / 10,050         | $632,112    |
| 12 tháng 9 năm 2013    | Madrid          | Tây Ban Nha                          | Palacio Vistalegre          | 14,300 / 15,000         | $698,789    |
| 14 tháng 9 năm 2013    | Frankfurt       | Đức                                  | Jahrhunderthalle            | 6,000 / 6,000           | $398,000    |
| 16 tháng 9 năm 2013    | Milan           | Italy                                | Discotec Alcatraz           | 6,000 / 6,000           | $368,250    |
| 17 tháng 9 năm 2013    | Viên            | Áo                                   | Wiener Stadthalle           | 15,030 / 16,000         | $600,009    |
| Châu Á                 |                 |                                      |                             |                         |             |
| 27 tháng 9 năm 2013[A] | Dubai           | Các Tiểu Vương quốc Ả Rập Thống nhất | Trade Centre Arena          | 7,000 / 7,000           | $512,009    |
| Bắc Mỹ                 |                 |                                      |                             |                         |             |
| 10 tháng 10 năm 2013   | Washington D.C. | Hoa Kỳ                               | Patriot Center              | 9,030 / 10,000          | $567,000    |
| 11 tháng 10 năm 2013   | Pittsburgh      | Hoa Kỳ                               | Petersen Events Center      | 11,987 / 12,508         | $608,987    |
| 12 tháng 10 năm 2013   | Boston          | Hoa Kỳ                               | TD Garden                   | 12,956 / 13,000         | $598,768    |
| 15 tháng 10 năm 2013   | Buffalo         | Hoa Kỳ                               | First Niagara Center        | 10,000 / 10,000         | $567,987    |
| 16 tháng 10 năm 2013   | New York City   | Hoa Kỳ                               | Barclays Center             | 12,873 / 12,873         | $675.650    |
| 18 tháng 10 năm 2013   | Philadelphia    | Hoa Kỳ                               | Wells Fargo Center          | 11,905 / 11,905         | $589,002    |
| 19 tháng 10 năm 2013   | Uncasville      | Hoa Kỳ                               | Mohegan Sun Arena           | 7,043 / 7,043           | $379,408    |
| 20 tháng 10 năm 2013   | Newark          | Hoa Kỳ                               | Trung tâm Prudential        | 12.126 / 12.126         | $600.987    |
| 22 tháng 10 năm 2013   | Hershey         | Hoa Kỳ                               | Giant Center                | 10,500 / 10,500         | $564,987    |
| 23 tháng 10 năm 2013   | Louisville      | Hoa Kỳ                               | KFC Yum! Center             | 6,360 / 6,360           | $256,012    |
| 25 tháng 10 năm 2013   | Nashville       | Hoa Kỳ                               | Bridgestone Arena           | 7,674 / 7,674           | $315,208    |
| 26 tháng 10 năm 2013   | Atlanta         | Hoa Kỳ                               | Philips Arena               | 9,173 / 9,173           | $531,345    |
| 27 tháng 10 năm 2013   | Charlotte       | Hoa Kỳ                               | Time Warner Cable Arena     | 13,000 / 13,700         | $657,000    |
| 29 tháng 10 năm 2013   | Sunrise         | Hoa Kỳ                               | BB&T Center                 | 16,789 / 17,000         | $769,000    |
| 30 tháng 10 năm 2013   | Tampa           | Hoa Kỳ                               | Tampa Bay Times Forum       | 19,456 / 20,000         | $890,000    |
| 1 tháng 11 năm 2013    | San Antonio     | Hoa Kỳ                               | AT&T Center                 | 14,567 / 15,000         | $678.900    |
| 2 tháng 11 năm 2013    | Houston         | Hoa Kỳ                               | Trung tâm Toyota            | 15.300 / 16.000         | $769.567    |
| 3 tháng 11 năm 2013    | Dallas          | Hoa Kỳ                               | Trung tâm American Airlines | 18.989 / 20.000         | $897.000    |
| 5 tháng 11 năm 2013    | Phoenix         | Hoa Kỳ                               | US Airways Center           | 13,289 / 13,500         | $678,098    |
| 6 tháng 11 năm 2013    | Los Angeles     | Hoa Kỳ                               | Trung tâm Staples           | 21,000 / 21,000         | $1,012,342  |
| 8 tháng 11 năm 2013    | San Diego       | Hoa Kỳ                               | Valley View Casino Center   | 14,000 / 14,800         | $613,098    |
| 9 tháng 11 năm 2013    | Las Vegas       | Hoa Kỳ                               | Mandalay Bay Events Center  | 11,012 / 12,000         | $567,006    |
| 10 tháng 11 năm 2013   | San Jose        | Hoa Kỳ                               | SAP Center at San Jose      | 17,098 / 18,000         | $700,098    |
| 12 tháng 11 năm 2013   | Seattle         | Hoa Kỳ                               | KeyArena                    | 17,000 / 17,000         | $712,345    |
| 14 tháng 11 năm 2013   | Salt Lake City  | Hoa Kỳ                               | EnergySolutions Arena       | 14,003 / 15,000         | $693,876    |
| 16 tháng 11 năm 2013   | Denver          | Hoa Kỳ                               | 1stBank Center              | 7,500 / 7,500           | $456,098    |
| 17 tháng 11 năm 2013   | Kansas City     | Hoa Kỳ                               | Sprint Center               | 8,362 / 8,362           | $524,009    |
| 18 tháng 11 năm 2013   | St. Louis       | Hoa Kỳ                               | Chaifetz Arena              | 10,600 / 10,600         | $678,900    |
| 19 tháng 11 năm 2013   | Indianapolis    | Hoa Kỳ                               | Bankers Life Fieldhouse     | 16,097 / 17,000         | $700,987    |
| 21 tháng 11 năm 2013   | Minneapolis     | Hoa Kỳ                               | Target Center               | 9,000 / 9,000           | $497,657    |
| 22 tháng 11 năm 2013   | Chicago         | Hoa Kỳ                               | Allstate Arena              | 18,500 / 18,500         | $798,999    |
| 23 tháng 11 năm 2013   | Columbus        | Hoa Kỳ                               | Nationwide Arena            | 19,509 / 20,000         | $986,234    |
| 26 tháng 11 năm 2013   | Detroit         | Hoa Kỳ                               | The Palace of Auburn Hills  | 10,012 / 10,012         | $567,412    |
| Tổng cộng              | Tổng cộng       | Tổng cộng                            | Tổng cộng                   | 711,345 / 715,456 (98%) | $36,992,215 |